# Andreas Knieriem

Andreas Knieriem mit Eisbärin Giovanna, Tierpark Hellabrunn 2011

Andreas Walter Alfred Knieriem (* 26. August 1965 in Georgia, USA) ist ein deutscher Veterinärmediziner und Zoodirektor. Seit April 2014 ist er Direktor und CEO des Zoo, Tierpark und Aquarium Berlin. Von 2009 bis 2014 war er Direktor und Vorstand der Münchener Tierpark Hellabrunn AG.

## Leben
Von 1988 bis 1989 arbeitete Knieriem als wissenschaftlicher Assistent im Zoo Duisburg. Während seines Studiums der Tiermedizin, welches er u. a. in Berlin absolvierte, war er als tierärztlicher Hospitant in verschiedenen Zoos tätig. Seine Doktorarbeit verfasste Knieriem zum Thema Vergleichende histopathologische Untersuchungen an Atlantischen Weißseitendelphinen – ein Beitrag zur Todesursache von Delphinen beim sogenannten Beifang. Im Rahmen einer Promotionsarbeit über vergleichende Delphinpathologie arbeitete Knieriem als Doktorand am Institut Pathologie, Bethesda Krankenhaus, in Duisburg.
Von 1995 bis 1996 arbeitete  Knieriem als stellvertretender Tierarzt der Zoo Duisburg AG. Von 1996 bis Oktober 2009 war er Leitender Tierarzt und stellvertretender Zoologischer Leiter im Zoo Hannover. Als Kurator für Elefanten, Nashörner, Primaten, Raubtiere und wasserlebende Säugetiere war er außerdem EEP-Koordinator und Internationaler Zuchtbuchführer für den Drill (Mandrillus leucophaeus). In der Zoo Hannover GmbH arbeitete Knieriem maßgeblich am Umbau zum Erlebnis-Zoo mit.
Seit 2009 war Knieriem bei der Münchener Tierpark Hellabrunn AG tätig: Von November 2009 bis Januar 2011 fungierte er dort als Zoologischer Direktor und Vorstandsvorsitzender. Von Juli 2011 bis März 2014 war er Direktor/CEO und alleiniger Vorstand in Hellabrunn. Unter seinem Management konnte sich der Münchner Zoo in Anthony Sheridans europaweitem Zooranking von Platz 12 (2011) auf Platz 4 (2013) verbessern. Federführend hat Knieriem in interdisziplinärer Zusammenarbeit mit Tierpark-Architekten und Zoologen innerhalb eines Jahres den Ziel- und Entwicklungsplan für Hellabrunn erstellt.
Am 19. September 2013 gab der Aufsichtsrat der Zoologischer Garten Berlin AG bekannt, dass   Andreas Knieriem zum Nachfolger des scheidenden Direktors Bernhard Blaszkiewitz benannt worden ist. Am 1. April 2014 trat er die Position als Direktor und CEO von Zoo, Tierpark und Aquarium Berlin an. Bis 2015 erarbeitete Knieriem für die „Zoologischen Gärten Berlin“ ebenfalls einen Ziel- und Entwicklungsplan. Dieser beinhaltet eine Modernisierung aller drei Einrichtungen, durch die sich die Tierhaltung deutlich verbessern und die Attraktivität für Besucher steigern soll. Vor allem für die Tierpark Berlin-Friedrichsfelde GmbH war dieser existenzrettend. Erste Inhalte des Masterplans konnten in den darauffolgenden Jahren bereits umgesetzt werden. So ist 2017 unter Knieriem eine der modernsten Anlagen für Große Pandas im Zoo Berlin entstanden, zu deren feierlichen Eröffnung Bundeskanzlerin Angela Merkel sowie der chinesische Präsident Xi Jinping erschienen. Derzeit leben in Berlin deutschlandweit die einzigen Großen Pandas. Es folgten umfangreiche Modernisierungen der historischen Raubtierhäuser in Zoo und Tierpark. Seit 2021 laufen die Bauarbeiten für eine neue Nashorn-Anlage im Zoo sowie eine der weltweit größten und modernsten Anlagen für Afrikanische Elefanten im Tierpark. Im Januar 2018 wurde Knieriem wegen seines Engagements für die Zoologischen Gärten Berlin von der Berliner Morgenpost zum „Berliner des Jahres“ ernannt.
Andreas Knieriem ist verheiratet und hat eine Tochter.

## Mitgliedschaften
- Mitglied in einigen Komitees von Europäischen Erhaltungszuchtprogrammen, so für Gorillas und Asiatische Elefanten
- Mitglied des Council und im Vorstand der European Association of Zoos and Aquaria
- Verband der Zoologischen Gärten
- Rettet den Drill e. V.[16]
- Zoologische Gesellschaft für Arten- und Populationsschutz
- Rotary

## Veröffentlichungen (Auswahl)
- Vergleichende histopathologische Untersuchungen an Atlantischen Weißseitendelphinen. Dissertation, Freie Universität Berlin, Berlin 1997, DNB 950510823.
- mit Manuel García Hartmann: Comparative histopathology of lungs from by caught Atlantic White Sided Dolphins (Leucopleurus acutus). In: Aquatic Mammals, 27. Jg., Nr. 2, 2001, S. 73–81 (PDF; 1,1 MB).
- mit M. Peters, P. Wohlsein, G. Schares: Neospora caninum infection associated with stillbirths in captive antelopes (Tragelaphus imberbis). In: Veterinary Parasitology, 97. Jg., Nr. 2, 22. Mai 2001, PMID 11358631, S. 153–157.
- International Studbook for Drill. Mandrillus leucophaeus. Zoo Hannover, Hannover 2003.